# Бій у Ризькій затоці
Бій у Ризькій затоці — бойові дії між російським Балтійським флотом та кайзерівським Флотом відкритого моря за контроль над Ризькою затокою в ході битви на Балтійському морі за часів Першої світової війни.

## Історія
Внаслідок успішної наступальної операції у липні 1915 року німецька армія практично заволоділа всім південно-західним узбережжям Ризької затоки й підійшла до Риги. З метою знищення російських морських сил, що базувалися в цьому регіоні, німецьке морське командування запланувало операцію прориву в Ризьку затоку. Для цього виділялося ударне угруповання флоту під командуванням віцеадмірала Шмідта, що складалося з 7 старих лінійних кораблів, 6 крейсерів, 24 ескадрених міноносців і міноносців, 1 мінного загороджувача, 14 тральщиків, 12 катерів-тральщиків, 2 проривачів мінних загороджень. Для прикриття цього формування до Фінської затоки висувалося з'єднання Флоту відкритого моря віцеадмірала Гіппера з 8 лінійних кораблів, 3 лінійних крейсерів, 4 крейсерів, 32 ескадрених міноносців, 13 тральщиків. Маючи більш ніж дворазову перевагу над російським флотом, це угруповання кайзерівського флоту мало завдання не допустити прориву головних сил Балтійського флоту з Фінської затоки у відкрите море. Крім того, крейсери мали обстріляти споруди на острові Утьо (південніше Або-Аландського архіпелагу), де базувався ряд російських кораблів.
Для оборони Ризької затоки російський флот утримував тимчасове об'єднання — так звані морські сили Ризької затоки (лінкор «Слава», 36 есмінців і міноносців, 4 канонерські човни, мінний загороджувач «Амур», дев'ять підводних човнів і гідроавіатранспорт) під командуванням капітана 1 рангу П. Л. Трухачова. Обидві сторони використовували гідроавіацію, а німці — і «Цепелін». Росіянами була повністю перекрита мінними загородженнями протока, міни були встановлені також біля південного входу в Моонзунд і в декількох місцях Ризької затоки, на о. Моон встановлені дві берегові батареї і одна батарея на материку.
26 липня (8 серпня) німці здійснили першу спробу прориву в акваторію затоки, проте, вона скінчилася повним провалом. Внаслідок підриву на мінах німці втратили два тральщики, а крейсер «Тетіс» і один міноносець отримали важкі пошкодження, тому німецьке командування наказало припинило тралення фарватеру і відвело сили прориву з Ірбенської протоки.
3 (18) серпня, провівши перегрупування сил, німецькі тральщики під прикриттям лінійних кораблів, крейсерів і ескадрених міноносців розпочали другу спробу тралення фарватеру. Російські кораблі здійснювали артилерійське прикриття мінних загороджень, але у ніч на 17 серпня віцеадмірал Шмідт відправив для знищення лінкора «Слава» свої два есмінці V99 і V100. У бою з есмінцем «Новик» німецький V99 підірвався на мінах та викинувся на мілину. До 19 серпня кайзерівському флоту силами «Нассау» і «Позен», чотирьох легких крейсерів під прикриттям 31 міноносця вдалося, подолавши усі перешкоди, увійти до Ризької затоки. Російським кораблям під прикриттям мінних загороджень і берегових батарей довелося відступити в Моонзунд. Між кораблями сталися швидкоплинні сутички, в яких був потоплений канонерський човен «Сивуч», а «Кореєць» викинувся на берег і наступного дня був підірваний своїм особовим складом.
Незважаючи на досягнутий успіх, німецькому командуванню не вдалося виконати завдання належним чином. Продовжувала існувати мінна небезпека, зріс ризик нападу підводних човнів противника, до того ж вранці 19 серпня торпедою атаки англійського підводного човна E1 Ноеля Лоренса був пошкоджений новітній лінійний крейсер «Мольтке». Усі ці фактори вплинули на рішення адмірала Шмідта залишити Ризьку затоку 21 серпня і повернутися у вихідне положення.
В ході операції німецький флот зазнав серйозних втрат: затонули 2 есмінці V-99 і S-31, 3 тральщики Т-46, Т-52 і Т-58 і проривач мінних загороджень; ушкодження отримали лінійні крейсери «Мольтке» і «Фон дер Танн», два крейсери «Тетіс», «Аугсбург», два міноносці V-100 і S-144 та тральщик Т-77. Росіяни втратили потопленими два канонерські човни, пошкодженими були лінкор «Слава» і три есмінці, також були знищені кілька малотоннажних вантажних суден і ушкоджено берегові об'єкти.

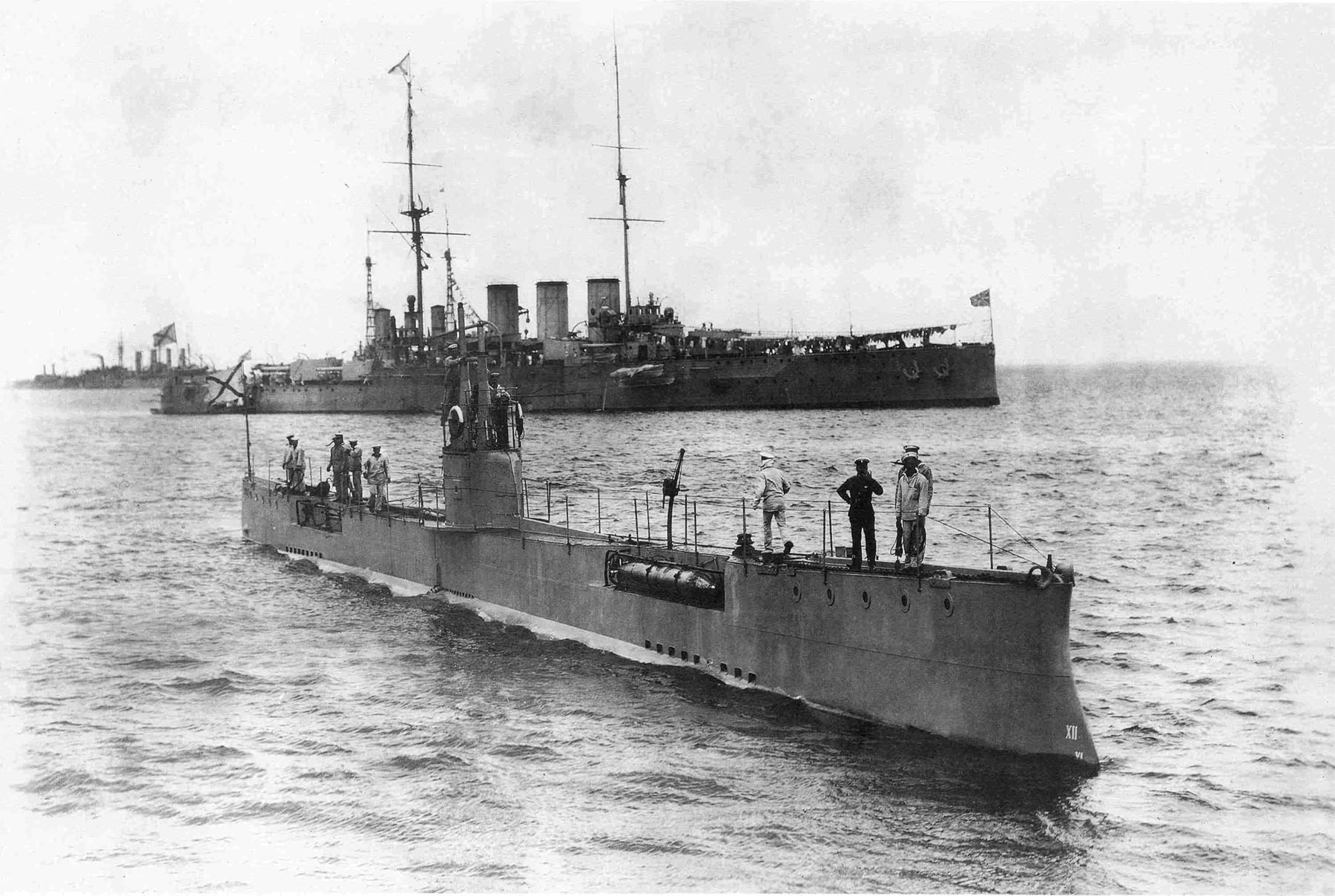
Російські броненосний крейсер «Рюрик» та підводний човен «Акула»

Невдала операція прориву в Ризьку затоку змусила керівництво німецького флоту тимчасово відмовитися від активних дій і до кінця кампанії 1915 року проводити лише оборонні та демонстративні дії. Натомість Балтійський флот скористався поліпшенням оперативної обстановки й розгорнув боротьбу на німецьких морських комунікаціях, використовуючи підводні човни, надводні кораблі й мінну зброю. Незабаром, два російські ПЧ потопили 7 транспортів. Почалися збої у морському сполученні німецьких компаній, судновласники стали затримувати свої пароплави в портах. Врешті-решт, німецьке морське командування було змушене перекинути всі свої легкі сили на захист комунікацій. Крім того, з Північного моря до Балтійського для цієї мети були переведені 2 крейсери й 2 флотилії міноносців.

## Склад протиборчих сил у битві

### Німецька імперія
Сили Балтійського флоту (нім. Ostseestreikräfte):
- IV ескадра: броненосці «Брауншвейг», «Ельзас», «Віттельсбах», «Веттін», «Мекленбург», «Швабен», «Церінген»
- Розвідувальна група Балтійського моря: крейсери «Рун», «Принц Генріх», «Аугсбург», «Бремен», «Любек» і «Тетіс», есмінці V99 і V100
- Легкі сили: VIII и X флотилії есмінців (11 есмінців), II дивізіон тральщиків (14 од.)
- Підводні човни: U-9, U-26, UC-4
- Допоміжний мінний загороджувач: «Дойчлянд»

Флот відкритого моря (нім. Hochseeflotte):
- I ескадра: дредноути «Нассау», «Рейнланд», «Вестфален», «Позен», «Остфрізланд», «Тюрінген», «Ольденбург», «Гельґоланд»
- I Розвідувальна група: лінійні крейсери «Зейдліц», «Мольтке» і «Фон дер Танн»
- II Розвідувальна група: крейсери «Ґрауденц», «Піллау», «Регенсбург» і «Штральзунд»
- Легкі сили: крейсер «Колберг», I флотилія есмінців (4 кораблі), III флотилія есмінців (10 кораблів), V флотилія есмінців (8 кораблів), IX флотилія есмінців (10 кораблів), I дивізіон тральщиків (13 кораблів)
- Дирижабль Parseval PL25

### Російська імперія
Морські сили Ризької затоки :
- пре-дредноут «Слава»
- крейсери: «Баян» і «Громобой»
- есмінці: 1-ша мінна дивізія у складі 20 есмінців 2-го рангу[Прим. 2] та 16 міноносців 3-го рангу
- мінний загороджувач «Амур»
- канонерські човни: «Храбрий», «Грозящий», «Сивуч» і «Кореєць»
- підводні човни: британські ПЧ типу «E»: E1 (лейтенант-командер Ноель Лоренс), E9 (лейтенант-командер Макс Гортон), російські «Гепард», «Макрель», «Мінога», «Дракон»
- гідроавіатранспорт: «Орлиця»